# Max Kennedy Horton
Pour les articles homonymes, voir Horton.
Max Kennedy Horton, né le 29 novembre 1883 à Rhosneigr (en) et mort le 30 juillet 1951 à Londres, est un amiral britannique.

## Résumé
Sous-marinier pendant la Première Guerre mondiale et commandant en chef des atterrages occidentaux dans la seconde moitié de la Seconde Guerre mondiale, il est l'un des principaux responsables de la participation britannique à la bataille de l'Atlantique.
Il se distingua autant dans ses deux missions d'officier, que ce soit comme commandant à la mer (Première Guerre Mondiale) ou comme organisateur de la défense des convois de ravitaillement et de la lutte anti sous-marins durant la seconde. 

## Dans les sous-marins de la Première guerre mondiale
L'arme sous marine avait mauvaise réputation dans la Royal Navy avant et pendant  la Première Guerre Mondiale : les sous-mariniers étaient qualifiés d'assassins ou de tueurs déloyaux (voir notamment la propagande britannique après le torpillage du Lusitania ). La marine britannique avait fait construire à grands frais une puissante flotte de super-cuirassés (les dreadnoughts) et supportait mal l'idée qu'ils soient vulnérables aux attaques des U boot allemands. C'est à contre-cœur que l'amirauté britannique avait décidé, peu avant la guerre de 1914 (avec un certain retard sur d'autres puissances) de se doter de sous-marins et de tenter d'en définir une doctrine d'emploi. 
L'amiral Wilson, premier lord de l'Amirauté avait déclaré en 1901 que les sous marins étaient "underhand, unfair and damned un-English" (traduction libre : "sournois déloyaux et diaboliquement non-anglais")  ajoutant que leurs équipages devaient être traités comme des pirates et pendus à bout de vergue comme tels. 
Le Lieutenant Commander Max Horton, qui eut la tâche risquée de commander les premiers sous-marins britanniques, encore expérimentaux et d'un emploi dangereux, défricha pour les britanniques l'emploi de cette arme nouvelle.  C'est lui qui institua, avec une pointe de malice, la tradition pour les sous-marins britanniques de proclamer leurs victoires en arborant le pavillon noir à tête de mort des pirates, le "Jolly Roger". Y figurait, suivant un code précis, soit le nombre et la nature des navires ennemis attaqués et coulés soit celui des missions secrètes effectuées.

## Amiral en chef de la protection des convois en 1942
En 1942, nommé Amiral, il commande en chef la protection des convois venant d'Amérique en Europe.
Il réorganise cette fonction essentielle, à un moment difficile pour les Alliés. Il crée des unités maritimes de secours aux survivants des convois attaqués.
Il développe des tactiques nouvelles, enseignées dans des centres d'entraînement.
Il prend sa retraite en 1945.